# 兴宁 (东晋)
兴宁（363年二月-365年）是東晋皇帝晉哀帝司馬丕的第二个年号，共计3年。
兴宁元年二月，改元興寧。朝廷開始由桓溫掌權。二年三月庚戌朔、庚戌土斷頒佈。八月，前燕奪取洛陽。三年二月，哀帝死；廢帝司馬奕即位，沿用至明年改元太和。

## 纪年
| 兴宁 | 元年  | 二年  | 三年  |
| ---- | ----- | ----- | ----- |
| 公元 | 363年 | 364年 | 365年 |
| 干支 | 癸亥  | 甲子  | 乙丑  |

## 参看
- 中国年号索引
- 同期存在的其他政权年号
  - 升平：前凉政权年号
  - 建熙（360年-370年十一月）：前燕政权慕容暐年号
  - 甘露（359年六月-364年）：前秦政权苻坚年号
  - 建元（365年-385年七月）：前秦政权苻坚年号
  - 建国（338年十一月-376年）：代政权拓跋什翼犍年号